# Mobile Suit Gundam GQuuuuuuX
Mobile Suit Gundam GQuuuuuuX (jap. 機動戦士 Gundam GQuuuuuuX Kidō Senshi Gandamu Jīkuakusu) – serial anime wyprodukowany przez Sunrise i Studio Khara. Jest to szesnasta odsłona franczyzy Gundam i druga seria telewizyjna emitowana w japońskiej erze Reiwa.
Serial został wyreżyserowany przez Kazuyę Tsurumakiego, a scenariusz napisali Yōji Enokido i Hideaki Anno. Za projekty postaci odpowiada Take, natomiast za projekty maszyn – Ikuto Yamashita. Wersja kinowa, wykorzystująca materiały z pierwszych odcinków, została wydana przez Tōhō 17 stycznia 2025, natomiast serial telewizyjny był emitowany od kwietnia do czerwca tego samego roku.

## Tło fabularne
Akcja serii rozgrywa się w alternatywnej wersji osi czasu Wieku Kosmicznego, która odbiega od oryginalnej ciągłości wydarzeń z Kidō Senshi Gundam. W tej wersji Char Aznable kradnie Białego Gundama wraz z okrętem „Biała Baza”. To Char, a nie Amuro Ray, zostaje pilotem Gundama i nadaje mu nową nazwę – „Czerwony Gundam”. Ten zwrot wydarzeń diametralnie zmienia przebieg Wojny Jednorocznej pomiędzy Federacją Ziemską a Księstwem Zeonu, kończąc się zwycięstwem Zeonu. Jednak wkrótce po tym Char i Czerwony Gundam znikają w tajemniczym zjawisku nazwanym Zeknova, co rozpoczyna poszukiwania prowadzone przez Zeon.
Niektóre postacie, które zginęły w oryginalnej osi czasu Wieku Kosmicznego, jak Challia Bull i Kycilia Zabi, przeżywają w tej alternatywnej wersji wydarzeń.

## Fabuła
Pięć lat po tym, jak Księstwo Zeonu wygrało Wojnę Jednoroczną, Amate Yuzuriha – licealistka mieszkająca w kolonii kosmicznej „Side 6” – spotyka Nyaan, uchodźczynię wojenną. To spotkanie wciąga Amate w serię wydarzeń, gdzie zarówno Księstwo Zeonu, jak i Policja Kosmiczna ścigają zaginionego Czerwonego Gundama, który ponownie się pojawia po pięciu latach nieobecności. Aby go schwytać, Zeon wysyła Xaviera Olivette’a w gMS-Ω GQuuuuuuX – prototypowym Gundamie przeznaczonym dla pilotów Newtype. Jednak podczas próby przechwycenia Czerwonego Gundama, Xavier rozbija się na kolonii kosmicznej i zostaje wyrzucony z kokpitu GQuuuuuuX-a. Amate wskakuje do kokpitu, kradnie GQuuuuuuX-a i pokonuje siły policyjne, umożliwiając Czerwonemu Gundamowi ucieczkę. GQuuuuuuX trafia w ręce Pomeranianów – podziemnej grupy mechaników biorących udział w bitwach klanów, czyli serii nielegalnych i ryzykownych pojedynków kombinezonów bojowych. Po spotkaniu z pilotem Czerwonego Gundama, Shujim, Amate postanawia dołączyć do niego w bitwach klanów, walcząc u jego boku w GQuuuuuuX-ie.

## Bohaterowie
- Amate Yuzuriha (jap. アマテ・ユズリハ Amate Yuzuriha) / Machu (jap. マチュ)

Seiyū: Hiroaki Hirata 
- Nyaan (jap. ニャアン)

Seiyū: Yui Ishikawa 
- Shuji Ito (jap. シュウジ・イトウ Shūji Itō)

Seiyū: Shimba Tsuchiya 
- Casval Rem Deikun (jap. キャスバル・レム・ダイクン Kyasubaru Remu Daikun) / Char Aznable (jap. シャア・アズナブル Shaa Azunaburu)

Seiyū: Yūki Shin 

## Produkcja
Serial został po raz pierwszy zaprezentowany podczas transmisji na żywo „Gundam Conference Winter 2024” 4 grudnia 2024, podczas której ujawniono oficjalny zwiastun serii. Jest to pierwsza produkcja z uniwersum Gundam współprodukowana przez Studio Khara i w dużej mierze kreatywnie prowadzona przez członków zespołu, którzy wcześniej pracowali w studiu Gainax nad seriami takimi jak Evangelion, FLCL i Diebuster. Choć stopień zaangażowania założyciela i prezesa studia Khara, Hideakiego Anno, który jest wymieniony jako współscenarzysta GQuuuuuuX, był przedmiotem dyskusji, projektant maszyn Ikuto Yamashita wyjaśnił, że Kazuya Tsurumaki pełni rolę głównego reżysera projektu, a rola Anno ogranicza się do wsparcia produkcyjnego.
Planowanie serialu rozpoczęło się w 2018 roku. Studio Khara współpracowało już wcześniej z Sunrise przy animacji pośredniej i innym wsparciu, między innymi przy ostatnim odcinku Kidō Senshi Gundam Unicorn. W ramach produkcji Tsurumaki otrzymał od studia Sunrise swobodę w proponowaniu nowych podejść.
Serial jest uznawany przez Sunrise za „dzieło reprezentacyjne dla zbliżających się 45. i 50. rocznic Gundama”, co skłoniło studio do wydania wersji kinowej zatytułowanej Kidō Senshi Gundam GQuuuuuuX Beginning (jap. 機動戦士 Gundam GQuuuuuuX Beginning), aby wprowadzić „uroczysty element” do współpracy studiów Khara i Sunrise.

## Anime
Wersja kinowa przygotowana przez Bandai Namco Filmworks i Tōhō miała premierę 17 stycznia 2025, a wersje MX4D i 4DX były wyświetlane w japońskich kinach od 22 lutego tego samego roku.
Serial telewizyjny był emitowany w japońskiej telewizji od 9 kwietnia do 25 czerwca 2025. Motywem otwierającym utwór „Plazma” w wykonaniu Kenshiego Yonezu, który pełnił również rolę głównego motywu muzycznego w Beginning, z kolei motywem końcowym jest „Mо̄ dо̄ natte mo ii ya” (jap. もうどうなってもいいや) autorstwa Hoshimachi Suisei. Prawa do streamingu serialu wykupił Amazon, udostępniając go w serwisie Prime Video.

### Lista odcinków
| №  | Tytuł                                                                                  | Reżyseria                                       | Premiera         |
| -- | -------------------------------------------------------------------------------------- | ----------------------------------------------- | ---------------- |
| 0  | Beginning Biginingu (ビギニング)                                                       | Kazuya Tsurumaki                                | 17 stycznia 2025 |
| 1  | Czerwony Gundam Akai Gandamu (赤いガンダム)                                            | Kazuya Tsurumaki                                | 9 kwietnia 2025  |
| 2  | Biały Gundam Shiroi Gandamu (白いガンダム)                                             | Daizen Komatsuda                                | 16 kwietnia 2025 |
| 3  | Machu z Clan Battle Kuranbatoru no Machu (クランバトルのマチュ)                        | Tōko Yatabe                                     | 23 kwietnia 2025 |
| 4  | Wojna Wiedźmy Majo no sensō (魔女の戦争)                                               | Tetsurō Araki                                   | 30 kwietnia 2025 |
| 5  | Nyaan nie wie, co to błysk Nyaan wa kirakira o shiranai (ニャアンはキラキラを知らない) | Kōhei Kuratomi                                  | 7 maja 2025      |
| 6  | Plan zabójstwa Kycilii Kishiria ansatsu keikaku (キシリア暗殺計画)                     | Motoki Nakanishi                                | 14 maja 2025     |
| 7  | Bunt Machu Machu no riberion (マチュのリベリオン)                                      | Shinnosuke Itō                                  | 21 maja 2025     |
| 8  | Upadek na Księżyc Tsuki ni ochiru (月に墜(堕)ちる; 月に墜ちる & 月に堕ちる)            | Daizen Komatsuda, Tōko Yatabe                   | 28 maja 2025     |
| 9  | Róża Szaronu Sharon no bara (シャロンの薔薇)                                           | Kohei Kuratomi                                  | 4 czerwca 2025   |
| 10 | Blokada Yomagn’tho Iomagunu’sso fūsa (イオマグヌッソ封鎖)                              | Morihito Abe                                    | 11 czerwca 2025  |
| 11 | Alfabójcy Arufa koroshi-tachi (アルファ殺したち)                                       | Shinnosuke Itō                                  | 18 czerwca 2025  |
| 12 | Dlatego ja… Dakara boku wa... (だから僕は…)                                            | Kazuya Tsurumaki, Tōko Yatabe, Daizen Komatsuda | 25 czerwca 2025  |